# Lake Mills, Wisconsin
Lake Mills là một thành phố thuộc quận Jefferson, tiểu bang Wisconsin, Hoa Kỳ. Năm 2000, dân số của thành phố này là 4843 người.